# Dicastero per l'evangelizzazione
Il Dicastero per l'evangelizzazione (in latino Dicasterium pro evangelizatione) è uno dei 16 dicasteri della Curia romana.

## Storia
Il dicastero per l'evangelizzazione è stato istituito da papa Francesco con la costituzione apostolica Praedicate evangelium, promulgata il 19 marzo 2022. Accorpa due precedenti istituzioni curiali:
- la Congregazione per l'evangelizzazione dei popoli (Congregatio pro gentium evangelizatione), istituita il 15 agosto 1967, con la bolla di Paolo VI Immortalis Dei, che a sua volta sostituiva la storica Congregatio de Propaganda Fide, eretta nel 1622;
- il Pontificio consiglio per la promozione della nuova evangelizzazione (Pontificium consilium de nova evangelizatione promovenda), istituito da papa Benedetto XVI nel 2010.

## Funzioni
Secondo la costituzione apostolica Praedicate evangelium, il dicastero ha come compito precipuo l'opera di evangelizzazione ovvero la diffusione del messaggio di Cristo nel mondo. Spetta ad essa quindi la competenza sulle questioni fondamentali dell'evangelizzazione nel mondo e per l'istituzione e sostegno alle nuove chiese del mondo, salvo competenza del dicastero delle Chiese orientali.
A capo del dicastero vi è il papa, che assume il titolo di prefetto.
Si articola in due sezioni, ciascuna guidata da un pro-prefetto: una per le questioni fondamentali dell'evangelizzazione nel mondo ed una seconda competente per la prima evangelizzazione e le nuove Chiese particolari.

### Sezione per le questioni fondamentali dell'evangelizzazione nel mondo
È normata dagli articoli 55-60 della costituzione apostolica e assorbe le competenze del Pontificio consiglio per la promozione della nuova evangelizzazione. Essa ha il compito di studiare nuove forme per la diffusione del messaggio cristiano con forme, strumenti e linguaggio adeguati e lavora di concerto con le Conferenze episcopali nazionali, le Chiese particolari e le strutture gerarchiche orientali, gli istituti di vita consacrata e le società di vita apostolica.
Il 1º ottobre 2022 alla sezione è stata assegnata la competenza per la pastorale dei fedeli che intraprendono i viaggi per motivi di pietà o di studio o di svago.

### Sezione per la prima evangelizzazione e le nuove Chiese particolari
È normata dagli articoli 61-68 della Costituzione apostolica e assorbe le competenze della Congregazione per l'evangelizzazione dei popoli. Essa sostiene l'istituzione e l'avvio delle attività nelle nuove Chiese particolari nei territori che non siano di competenza del Dicastero per le Chiese orientali e del Dicastero per i vescovi.

## Cronotassi

### Prefetti
- Papa Francesco † (5 giugno 2022 - 21 aprile 2025 deceduto)
- Papa Leone XIV, dall'8 maggio 2025

### Sezione per le questioni fondamentali dell'evangelizzazione nel mondo

#### Pro-prefetti
- Arcivescovo Rino Fisichella, dal 5 giugno 2022

#### Segretari
- Vacante

#### Delegati per la catechesi
- Vescovo Franz-Peter Tebartz-van Elst, dal 5 giugno 2022

#### Sottosegretari
- Monsignore Graham Bell, dal 5 giugno 2022
- Monsignore Graziano Borgonovo, dal 5 febbraio 2024

### Sezione per la prima evangelizzazione e le nuove Chiese particolari

#### Pro-prefetti
- Cardinale Luis Antonio Tagle, dal 5 giugno 2022

#### Segretari
- Arcivescovo Protase Rugambwa (5 giugno 2022 - 15 marzo 2023 cessato[6])
- Arcivescovo Fortunatus Nwachukwu, dal 15 marzo 2023

#### Segretari aggiunti
- Arcivescovo Giovanni Pietro Dal Toso (5 giugno 2022 - 30 novembre 2022 dimesso[7])
- Arcivescovo Emilio Nappa (3 dicembre 2022 - 1º marzo 2025 nominato segretario generale del Governatorato dello Stato della Città del Vaticano)
- Arcivescovo Samuele Sangalli, dal 1º ottobre 2024

#### Sottosegretari
- Presbitero Ryszard Szmydki, O.M.I. (5 giugno 2022 - 25 aprile 2023 cessato)
- Monsignore Samuele Sangalli (25 aprile 2023 - 1º ottobre 2024 nominato segretario aggiunto del medesimo dicastero)
- Monsignore Erwin José Aserios Balagapo, dal 7 novembre 2024